# Chelipoda xanthocephala
Chelipoda xanthocephala är en tvåvingeart som beskrevs av Yang 1990. Chelipoda xanthocephala ingår i släktet Chelipoda och familjen dansflugor. Inga underarter finns listade i Catalogue of Life.